# Bólido de Cheliábinsk
El bólido de Cheliábinsk fue un evento meteórico ocurrido durante la mañana del 15 de febrero de 2013 en la ciudad homónima, ubicada en Rusia, en la zona sur de los Urales, aproximadamente a las 09:20 hora local (03:15 UTC).
El meteoroide sobrevoló varias provincias y la ciudad de Cheliábinsk en el momento de entrar en la atmósfera terrestre, hasta impactar a 80 km de dicha localidad. Alcanzaron el suelo entre 4000 y 6000 kg de meteoritos, incluido un fragmento de unos 650 kg que fue recuperado posteriormente en el lago Chebarkul.
El bólido liberó una energía de 500 kilotones, treinta veces superior a la bomba nuclear de Hiroshima, y explotó aproximadamente a 20 000 m de altura. Seguía una órbita que lo acercaba al Sol, a una distancia similar a la que tiene Venus al Sol y alejándose hasta el cinturón de asteroides.
También se afirma que, tiempo atrás, el asteroide progenitor chocó contra otro objeto o se aproximó demasiado al Sol antes de cruzar la atmósfera de la Tierra como una bola de fuego.
La mayor parte de la energía se liberó entre los 5 y 15 km de altura, lo que hace peculiar a este evento; aunque objetos como estos caen varias veces al año, suelen quemarse a mayor altura (30-50 km) tras penetrar la atmósfera. Uno de los precedentes más populares es el bólido de Tunguska de 1908, durante el reinado del zar Nicolás II, en la Rusia Imperial, 105 años antes.[cita requerida]

## El meteoroide

De izq. a der.: tamaño estimado del meteoroide que causó el cráter Barringer, tamaño estimado del meteoroide de Cheliábinsk, el meteorito más grande jamás encontrado (el meteorito Hoba) y un Boeing 747 como referencia de tamaño.

La NASA, a través de datos obtenidos de varias estaciones de infrasonido que forman parte de la Organización del Tratado de Prohibición Completa de los Ensayos Nucleares (Comprehensive Test-Ban-Treaty Organization), estima que el tamaño del objeto sería aproximadamente 17 m de alto por 15 m de ancho, con una masa de 10 000 toneladas en el momento de su ingreso a la atmósfera, haciéndolo a una velocidad de 18,6 km/s (64 800 km/h), desintegrándose a los 32,5 segundos de dicho ingreso.
La explosión provocada por el meteoro liberó una energía de 500 kilotones. El origen del meteoroide fue hallado por investigadores de la Universidad de Antioquia en Medellín, Colombia; llegó del cinturón de asteroides de nuestro sistema solar, perteneciendo al grupo Apolo, ubicado entre Marte y Júpiter.
Las investigaciones revelan que el meteoroide era una roca condrita, con una edad estimada en 4452 millones de años. El impacto sonoro de este bólido fue tan potente que sus ondas se registraron a nivel global, habiendo llegado incluso hasta el continente de la Antártida, a 15 000 km de Rusia.

## Consecuencias

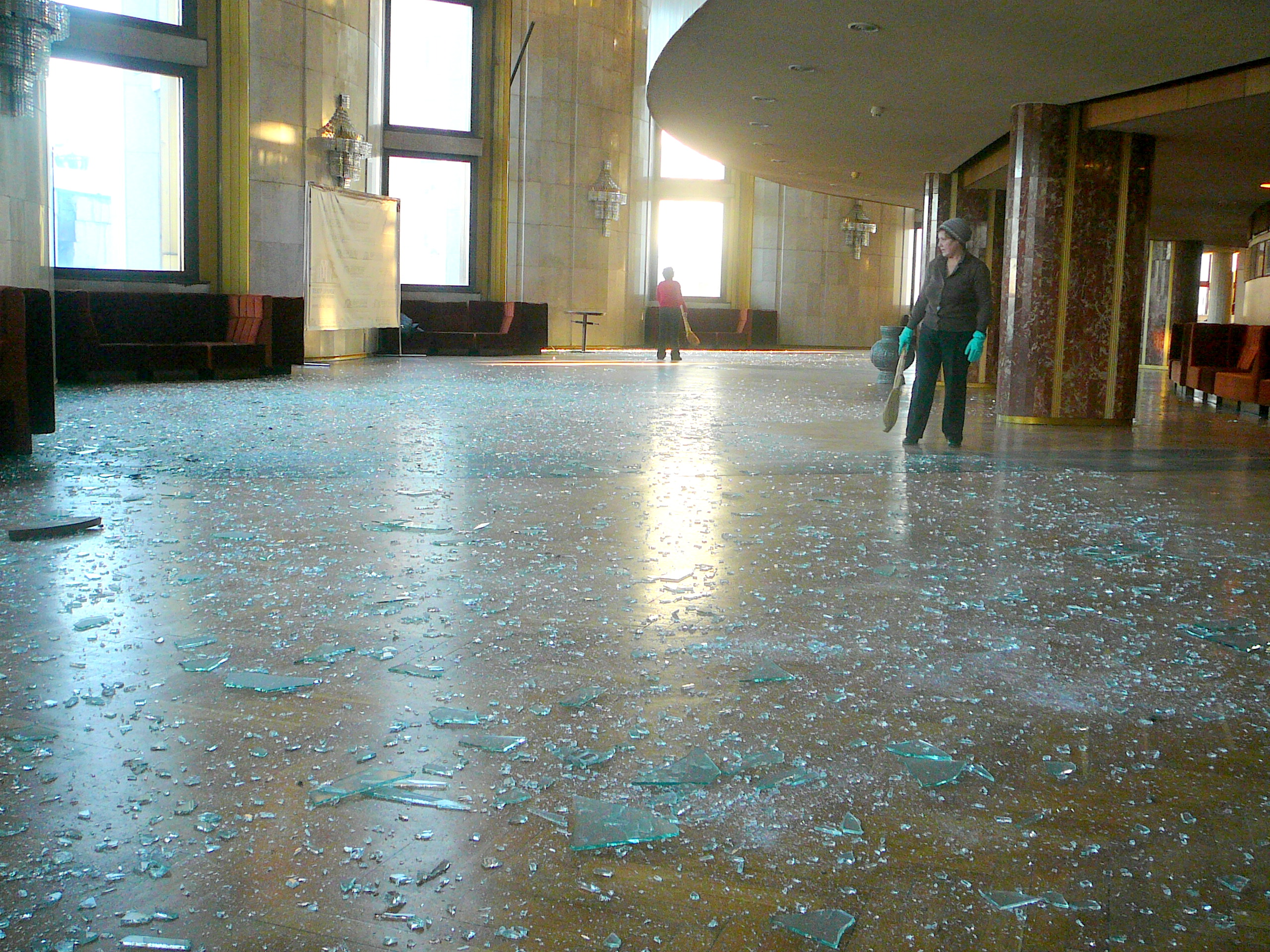
Consecuencias del evento meteorítico en un teatro de Cheliábinsk.

En cuanto a daños materiales y personales, los medios de comunicación informaron de unas 1491 personas heridas (de las cuales más de 100 tuvieron que ser trasladados a hospitales), la mayoría de ellas, debido a la onda expansiva producida por la explosión consecuente de la rotura de la barrera del sonido, ya que ésta provocó el destrozo de ventanales, cristales y daños materiales en edificios. Según el portavoz del ministro del Interior, nadie resultó herido de gravedad. Por otra parte, la agencia RIA Novosti informó que algunos oficiales fueron testigos de una explosión gigantesca producida a 10 000 m.

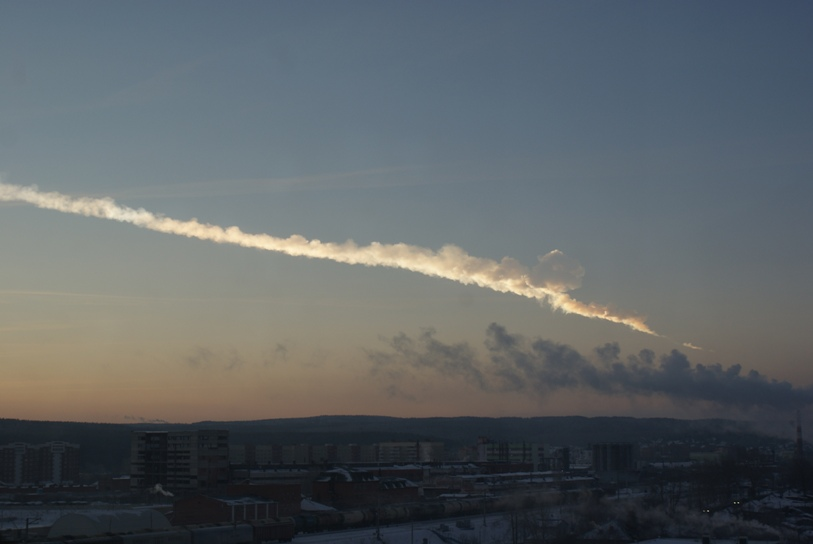
Estela del meteorito avistada en Ekaterimburgo.

Más de 700 personas solicitaron atención médica en el óblast de Cheliábinsk, de las cuales 159 eran niños. Funcionarios del sistema de salud declararon que 112 personas habían sido hospitalizadas y, de acuerdo a posteriores declaraciones de las autoridades, dos personas estuvieron en estado grave. La mayoría de las personas se vieron afectadas por cristales rotos como se citó previamente.
Varios vecinos de las provincias de Cheliábinsk, Sverdlovsk y Oremburgo (además de regiones kazajas colindantes) fueron testigos del fuerte resplandor de los objetos llameantes en el cielo. El evento atrajo la atención de videoaficionados que grabaron la trayectoria del bólido y la consecuente explosión. Tras la explosión, veinte niños de una escuela y de una guardería resultaron heridos por la rotura de los cristales en esta primera y un incendio en el otro centro producido a las 9:20 hora local. Associated Press informó al Ministro del Interior de que 600 m² de pared y terraza de una fábrica de zinc quedaron destrozados. La onda sonora también afectó a la provincia de Aktobe, en Kazajistán.
El evento ha sido definido como una detonación en el aire, una explosión de un meteorioide durante su paso a través de la atmósfera. Bogdanov, jefe del Distrito Militar Central, formó grupos de trabajo que fueron dirigidos a las áreas del impacto para buscar los fragmentos del meteorito y controlar la situación. Fragmentos que medían de 5 mm a 1 cm se encontraron a un kilómetro del lago Chebarkul.
Los residentes de Cheliábinsk cubrían las ventanas de sus casas con cualquier material disponible para proteger contra temperaturas de hasta -15 °C, típicas del invierno ruso.
El gobernador del óblast de Cheliábinsk, Mijaíl Yurévich, aseguró que la preservación del sistema de calefacción central de la ciudad era la principal prioridad de las autoridades posterior al evento. El gobernador Yurévich estimó que el trabajo para reparar los daños causados por el meteoro tendría un costo de más de 1000 millones de rublos (aproximadamente 33 millones de dólares). Otros funcionarios de Cheliábinsk informaron, por ejemplo, que el costo del intercambio de las ventanas de cristal de los apartamentos (pero no los balcones) sería pagado por el estado.

## Repercusión mediática
El evento inmediatamente recibió una amplia cobertura en los medios de comunicación nacionales e internacionales, convirtiéndose en un tema de gran urgencia y popularidad.
La caída del meteoro produjo fuertes explosiones y, según testigos entrevistados por la radio Eco de Moscú, en un primer momento creyeron que había sido un accidente de avión en vuelo.
El momento que vivieron algunos ciudadanos con el impacto del bólido fue registrado por las cámaras de seguridad de algunos lugares; igualmente, muchos medios de comunicación recordaron el evento de Tunguska de 1908 como prueba de la vulnerabilidad terrestre. Otros medios informaron erróneamente que sobre los Urales había sucedido una lluvia de meteoritos.
La cadena Russia Today informaba que se habría interceptado el bólido con el sistema de defensa aérea de Urzhumka, por lo que se habría desintegrado y habría caído sobre las ciudades afectadas. Como consecuencia, el fragmento más grande del meteoroide, del que no ha trascendido el tamaño, habría caído en Cheliábinsk. Esta noticia fue luego desmentida.
Los testigos ya estaban filmando la estela dejada por el bólido cuando fueron sorprendidos por la onda de choque. Quince horas después de subirse los vídeos principales, las visitas accedieron a más de 7 700 000.

## Reacciones
El primer ministro de Rusia Dmitri Medvédev confirmó la noticia del impacto y declaró que era «una prueba de la vulnerabilidad del planeta» y que este «necesita protegerse contra sucesos futuros».
El coronel y general Nikolái Bogdanov, jefe del Distrito Militar Central, formó grupos de trabajo que fueron dirigidos a las áreas del impacto para buscar los fragmentos del meteorito y controlar la situación. Fragmentos que medían de 5 mm a 1 cm se encontraron a un kilómetro del lago Chebarkul.

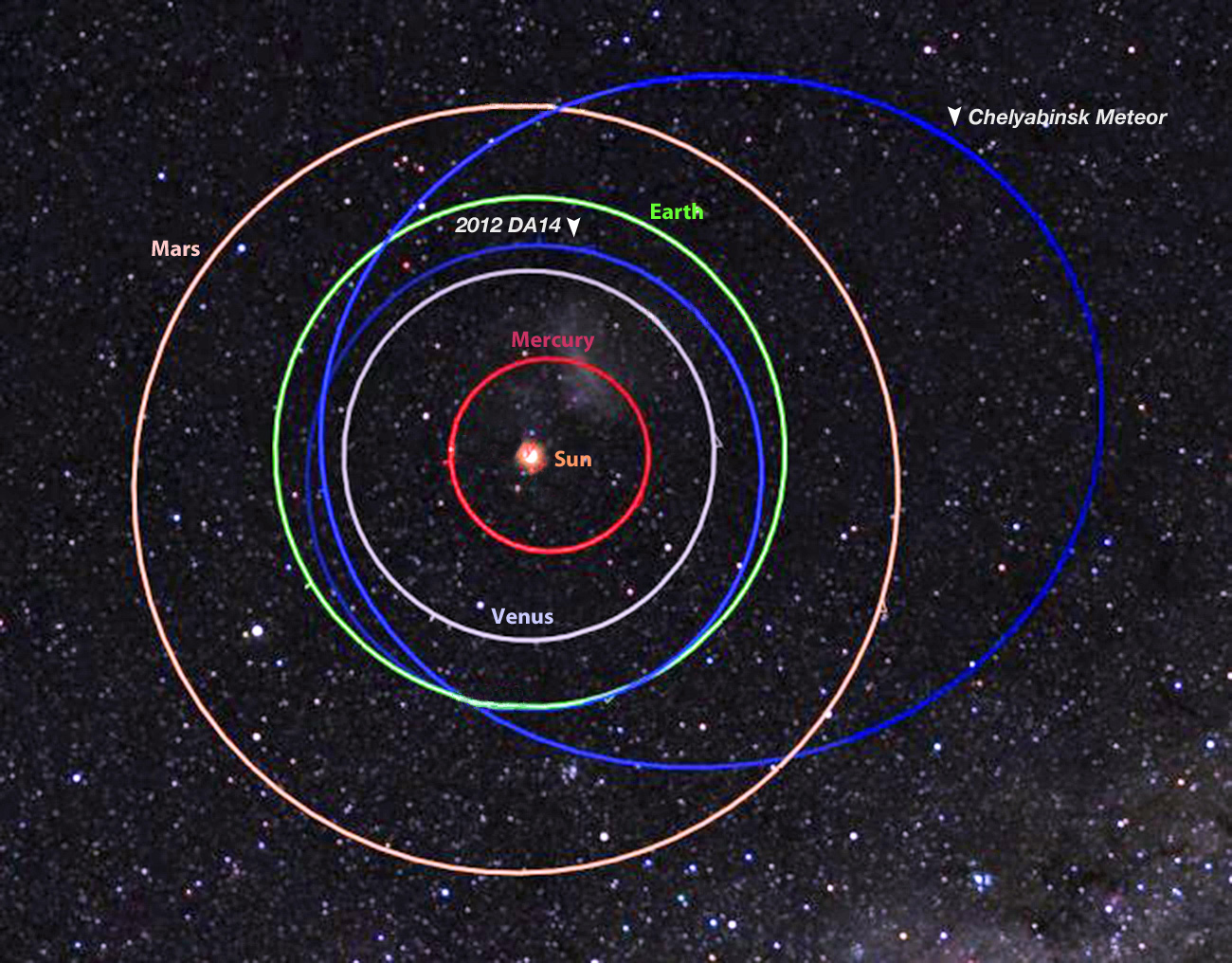
Comparación de la órbita del meteoro de Cheliábinsk (órbita más grande, elíptica azul) y el asteroide (367943) Duende (órbita más pequeña, circular azul), mostrando que son totalmente disímiles.

El líder nacionalista ruso Vladímir Zhirinovski afirmó erróneamente que el bólido era en realidad un ataque de los Estados Unidos. «No cayeron meteoritos, fueron los estadounidenses que ensayaban una nueva arma. John Kerry quiso advertírselo el lunes a Serguéi Lavrov, pero él estaba de viaje», declaró.

## Contexto
El acontecimiento coincidió con la aproximación a la Tierra del asteroide (367943) Duende, cuyo paso cercano se preveía dieciséis horas después de que se produjese la explosión.
Sin embargo, no existe relación entre ambos eventos. Se descarta que el objeto caído en Cheliábinsk sea un compañero pequeño del asteroide (367943) Duende. La cercanía en el tiempo de ambos sucesos es una mera coincidencia.
Finalmente, el asteroide pasó a 27 860 km de la Tierra sin inconveniente alguno. Ha sido el objeto espacial de mayores dimensiones que haya pasado tan cerca de la Tierra teniéndose conocimiento previo.

## Documentales
El domingo 24 de febrero se estrenó en Discovery Channel el primer documental, titulado Especial: Meteorito en Rusia, un programa de una hora de duración que investigaba este evento.

## Juegos Olímpicos
Meses después, la antorcha olímpica pasó por la ciudad de Cheliábinsk. Para los Juegos Olímpicos de Sochi 2014, se aprovecharon algunos meteoritos encontrados y los insertaron en siete medallas olímpicas de oro, para entregarlas a los ganadores del 15 de febrero, durante el primer aniversario del impacto.
Las medallas fueron en esquí alpino (supergigante femenino), esquí de fondo (relevos 4×5 km femeninos), saltos de esquí (individual trampolín largo hombres), skeleton (hombres), patinaje de velocidad (1500 m masculinos) y patinaje de velocidad en pista corta (1500 m femeninos y 1000 m masculinos).